# Piqueriopsis
Piqueriopsis es un género botánico monotípico perteneciente a la familia Asteraceae. Su única especie: Piqueriopsis michoacana es originaria de México, donde se encuentra en Michoacán al este de San Juan Nuevo.

## Taxonomía
Piqueriopsis michoacana fue descrita por  Robert Merrill King  y publicado en Brittonia 17: 352. 1965.
Sinonimia
- Microspermum michoacanum (R.M. King) B.L. Turner